# Lijst van burgemeesters van Wilsele
Dit is een lijst van de burgemeesters van de voormalige Belgische gemeente Wilsele. In 1976 fuseerde Wilsele samen met enkele andere gemeenten tot Leuven. Wilsele draagt sindsdien het statuut deelgemeente. Voor de volledigheid kan men hier ook een lijst van de meiers van Wilsele vinden, een ambt dat men als een voorloper van het burgemeestersambt kan beschouwen.

## Lijst van burgemeesters (1801-1976)
De gekleurde rijen in de lijst staan voor de partijen en hun ideologie.
| #  | PERIODE     | BURGEMEESTER             | PARTIJ OF STROMING | OPMERKING |
| -- | ----------- | ------------------------ | ------------------ | --- |
| 1. | 1801 - 1831 | Hendrik Bosmans          | Katholiek          | Werd van 1801 tot 1806 bijgestaan door Ferdinand Duchesne, die ook werd genoemd als "maire de Wilsele".                                                          |
| 2. | 1831 - 1836 | Petrus Geeraerts         | Katholiek          | |
| 3. | 1836 - 1875 | Philippe Bosmans         | Katholieke Partij  | Zoon van Hendrik Bosmans. |
| 4. | 1875 - 1885 | Jan-Baptist Vanderelst   | Katholieke Partij  | |
| 5. | 1885 - 1901 | Petrus Joannes Geeraerts | Katholieke Partij  | Kleinzoon van Petrus Geeraerts. |
| 6. | 1901 - 1926 | Alfons Vangeel           | Katholieke Unie    | Gedurende de Eerste Wereldoorlog werd Emile Van Herck, een voormalig marineofficier, door de Duitse bezetter benoemd tot burgemeester.                           |
| 7. | 1927 - 1946 | Henri Corbeels           | BWP                | Tijdens de Tweede Wereldoorlog werd Corbeels vervangen door Jozef Fonteyn, van 1942 tot 1944. Fonteyn was een achterkleinzoon van burgemeester Petrus Geeraerts. |
| 8. | 1947 - 1976 | Leopold Decoux           | BSP                | |

## Lijst van meiers
Dit is een incomplete lijst van meiers, door de heer aangestelde verantwoordelijken met een functie vergelijkbaar met die van een huidige burgemeester.
| PERIODE       | MEIER                          | OPMERKING                                                                      |
| ------------- | ------------------------------ | ------------------------------------------------------------------------------ |
| fl. 1440-1442 | Lambrecht van Putte            |                                                                                |
| fl. 1451-1464 | Jan van Erembodegem            |                                                                                |
| fl. 1474      | Jan Ylkaert, geheten Laureys   |                                                                                |
| fl. 1479      | Denijs van Ghele               |                                                                                |
| fl. 1494-1496 | Hendrik van Kessele            |                                                                                |
| fl. 16e eeuw  | Joachim Uytterhellicht         |                                                                                |
| fl. 1689      | Geeraert Boels                 |                                                                                |
| ? - 1762      | Petrus Van den Schriek         |                                                                                |
| 1762 - 1793   | Petrus Laurentius Van den Plas | Notaris te Leuven, meier van Pellenberg, secretaris van Lovenjoel en Winksele. |
| 1793 - 1801   | Hendrik Bosmans                | Werd in 1801/1806 de eerste burgemeester van Wilsele.                          |